# Fulton (comté d'Oswego, New York)
Pour les articles homonymes, voir Fulton.
Fulton est une ville du comté d'Oswego, dans l'État de New York, aux États-Unis,. En 2010, elle comptait une population de 11 896 habitants.

## Démographie
Lors du recensement de 2010, la ville comptait une population de 11 896 habitants, tandis qu'en 2019, elle est estimée à 11 102 habitants.